# L'Horizon (roman)
Pour les articles homonymes, voir L'Horizon.

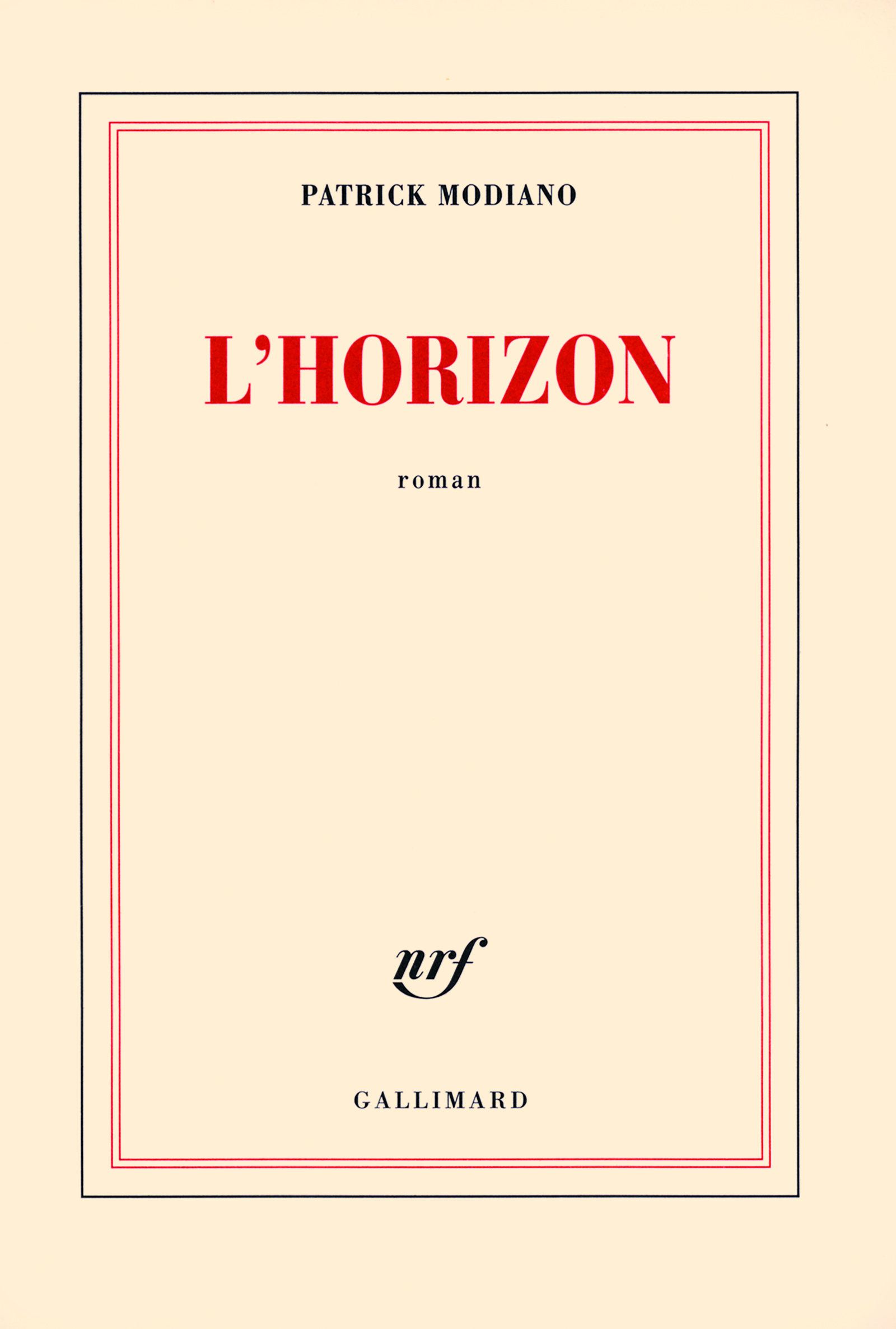
Première de couverture du livre

L'Horizon est un roman de Patrick Modiano paru le 4 mars 2010 aux éditions Gallimard.

## Résumé
Jean Bosmans fait par hasard la connaissance de Margaret Le Coz lors d'un mouvement de foule. Mystérieuse, elle semble se cacher d'un certain Boyaval qu'elle a connu autrefois à Annecy et à Lausanne. Jean et Margaret rencontrent ensuite deux étranges couples dont elle garde les enfants. Quarante ans plus tard, Jean retrouve la trace de Margaret sur Internet.

## Analyse
Patrick Modiano évoque aussi dans ce roman la relation de sa mère Louisa Colpeyn avec Jean Cau.

### Personnages
- Jean Bosmans : Le narrateur
- Margaret Le Coz : Française née en Allemagne, atterrit à Annecy puis Lausanne comme bonne d'enfants.
- Boyaval : Petite frappe
- Bagherian: Riche Suisse qui confie ses deux enfants à Margaret
- Le couple Ferne : Lui, professeur de droit, elle avocate, tous deux ont des enfants surdoués
- Le couple Dr André Poutrel : Le Dr Poutrel et sa femme versent dans l'occulte, ils ont des mœurs débauchées.
- Rod Miller : Un Américain vivant à Berlin

## Éditions
- L'Horizon, éditions Gallimard, 2010  (ISBN 978-2070128471)
- Éditions Gallimard, coll. « Quarto », 2013  (ISBN 9782070139569).